# Kanton Manosque-3
Der Kanton Manosque-3 ist ein französischer Wahlkreis im Département Alpes-de-Haute-Provence in der Region Provence-Alpes-Côte d’Azur. Er umfasst einen Teil der Gemeinde Manosque und zwei weitere Gemeinden im Arrondissement Forcalquier. Durch die landesweite Neuordnung der französischen Kantone wurde er 2015 neu geschaffen.

## Gemeinden
Der Kanton besteht aus drei Gemeinden und Gemeindeteilen mit insgesamt 12.383 Einwohnern (Stand: 1. Januar 2022) auf einer Gesamtfläche von 59,94 km²:
| Gemeinde              | Einwohner 1. Januar 2022 | Fläche km² | Dichte Einw./km² | Code INSEE | Postleitzahl |
| --------------------- | ------------------------ | ---------- | ---------------- | ---------- | ------------ |
| Corbières-en-Provence | 1.285                    | 19,06      | 67               | 04063      | 04220        |
| Manosque              | 7.568                    | 23,81      | 318              | 04112      | 04100        |
| Sainte-Tulle          | 3.530                    | 17,07      | 207              | 04197      | 04220        |
| Kanton Manosque-3     | 12.383                   | 59,94      | 207              | 0409       | –            |

1. ↑   Nur der südöstliche Teil der Gemeinde, der Rest verteilt sich auf die Kantone Manosque-1 und Manosque-2.

## Politik
| Vertreter im Départementsrat | Vertreter im Départementsrat      | Vertreter im Départementsrat |
| Amtszeit                     | Namen                             | Partei                       |
| ---------------------------- | --------------------------------- | ---------------------------- |
| 2015–2021                    | Clotilde Berki Jean-Claude Castel | UDI LR                       |
| 2021–                        | Marion Magnan Jean-Claude Castel  | LR                           |